# Voiutîci, Sambir
Voiutîci (în ucraineană Воютичі) este localitatea de reședință a comunei Voiutîci din raionul Sambir, regiunea Liov, Ucraina.

## Demografie
Componența lingvistică a localității Voiutîci
     Ucraineană (98,95%)
     Alte limbi (0,1%)
Conform recensământului din 2001, majoritatea populației localității Voiutîci era vorbitoare de ucraineană (98,95%), existând în minoritate și vorbitori de alte limbi.